# 90210: The Soundtrack
90210: The Soundtrack — альбом-саундтрек к сериалу «90210: Новое поколение», выпущен 13 октября 2009 года лейбл CBS Records. На диске находится 14 песен от популярных музыкантов, таких как Adele, The Raconteurs, The All-American Rejects, N*E*R*D, Santigold, JET, Anberlin, Mutemath, Owl City, OK Go и Parachute — вопреки ожиданиям многих, альбом не включал в себя песни из первого сезона, а является подборкой треков из второго, и на момент выхода сборника некоторым композициям ещё только предстояло появиться в будущих эпизодах шоу. Также некоторые композиции вышли впервые именно на этом сборнике.

## Альбом
В альбом вошли композиции в жанрах поп-музыки, гаражного рока, фолк-рока и техно-фанка. Исполнительный продюсер Ребекка Синклэр и музыкальный супервизор Скотт Венер прослушали множество треков, прежде чем выбрали те, которые попадут на официальный альбом. На обложке компакт-диска альбома изменены название некоторых треков: «I Want You So Bad» вместо «I Want You So Bad I Can’t Breathe» (в исполнении группы OK Go) и «Understood» вместо «Understand» (в исполнении Darrelle London).

## Список композиций
| №                   | Название                                 | Автор(ы)            | Исполнитель                | Длительность |
| ------------------- | ---------------------------------------- | ------------------- | -------------------------- | ------------ |
| 1.                  | «Many Shades Of Black»                   |                     | Adele & The Raconteurs     | 4:28         |
| 2.                  | «Soldier»                                |                     | N.E.R.D. feat. Santigold   | 4:41         |
| 3.                  | «One Hipster One Bullit»                 |                     | Jet                        | 2:11         |
| 4.                  | «Valium»                                 |                     | Mutemath                   | 4:22         |
| 5.                  | «I Want You So Bad I Can’t Breathe»      |                     | OK Go                      | 3:21         |
| 6.                  | «Sierra’s Song»                          |                     | The All-American Rejects   | 4:14         |
| 7.                  | «A Perfect Tourniquet»                   |                     | Anberlin                   | 3:13         |
| 8.                  | «Sunburn»                                |                     | Owl City                   | 3:48         |
| 9.                  | «You're So Cold»                         |                     | Will Dailey                | 3:04         |
| 10.                 | «Love Seat»                              |                     | The Red Jumpsuit Apparatus | 3:05         |
| 11.                 | «One Small Step»                         |                     | Parachute                  | 3:29         |
| 12.                 | «Hearts Collide»                         |                     | Sarah Solovay              | 3:05         |
| 13.                 | «Understand»                             |                     | Darrelle London            | 2:20         |
| 14.                 | «City Girl»                              |                     | Stars Crashing Cars        | 3:27         |
| 15.                 | «90210 Main Title (2009 Ministry Remix)» | John E. Davis       | John E. Davis              | 0:22         |
| Общая длительность: | Общая длительность:                      | Общая длительность: | Общая длительность:        | 49:07        |

## Эпизоды
| Песня                               | Исполнитель                | Эпизод                         |
| ----------------------------------- | -------------------------- | ------------------------------ |
| «Many Shades Of Black»              | Adele & The Raconteurs     | 2x06 Wild Alaskan Salmon       |
| «Soldier»                           | N*E*R*D feat. Santigold    | 2x17 Sweaty Palms & Weak Knees |
| «One Hipster One Bullit»            | Jet                        | 2x07 Unmasked                  |
| «Valium»                            | Mutemath                   | 2x20 Meet The Parent           |
| «I Want You So Bad I Can’t Breathe» | OK Go                      | 2x02 To Sext Or Not To Sext    |
| «Sierra’s Song»                     | The All-American Rejects   | 2x06 Wild Alaskan Salmon       |
| «A Perfect Tourniquet»              | Anberlin                   | 2x19 Multiple Choices          |
| «Sunburn»                           | Owl City                   | 2x09 A Trip To The Moon        |
| «You're So Cold»                    | Will Dailey                | 2x06 Wild Alaskan Salmon       |
| «Love Seat»                         | The Red Jumpsuit Apparatus | 2x19 Multiple Choices          |
| «One Small Step»                    | Parachute                  | 2x21 Javianna                  |
| «Hearts Collide»                    | Sarah Solovay              | 2x14 Girl Fight                |
| «Understand»                        | Darrelle London            | 2x20 Meet The Parent           |
| «City Girl»                         | Stars Crashing Cars        | 2x16 Clark Raving Mad          |

## Критика
В обзоре Стивена Томаса Эрлвайна для сайта Allmusic говорится: «Некоторые песни хороши, некоторые непримечательны, но все они — идеальная иллюстрация мыльной оперы, которая должна быть чуть более вызывающей, чем она есть сейчас», автор присвоил альбому 2,5 звезды из 5.